# Poker Night 2
Poker Night 2 is een poker-computerspel ontwikkeld door Telltale Games. Het is het vervolg op Poker Night at the Inventory. De speler neemt het op tegen personages uit diverse franchises. Het spel kwam uit in april/mei 2013 naargelang het platform.

## Spelbesturing
Net zoals in het vorige spel is de speler een AFGNCAAP die het opneemt tegen vier andere personen in een pokerspel. Elke speler start met eenzelfde virtueel startkapitaal. Bedoeling is om de andere spelers bankroet te krijgen. Naast de Texas hold 'em-variant ondersteunt het spel ook Omaha hold 'em.
De tegenstanders zijn Brock Samson (The Venture Bros.), Ash Williams (The Evil Dead) en Claptrap (Borderlands). De vierde tegenstander is Sam die wordt geassisteerd door Max (Sam & Max). De dealer is GLaDOS (Portal). Tijdens het spel houden zij onderling humoristische conversaties. Verder zijn er nog barman Mad Moxxi (Borderlands) en portier/gastheer Reginald Van Winslow (Tales of Monkey Island). Ten slotte verschijnen af en toe Steve (Borderlands), Doug (The Walking Dead) en een ober uit Gravity Bone.
Verder bevat het spel nog bonusmateriaal dat enkel beschikbaar wordt nadat de speler voldoende ver vordert: kaartboeken, speeltokens, tafelontwerpen, ... Het thema van dit bonusmateriaal is afhankelijk van het platform waarop men het spel speelt. Naargelang welk bonusmateriaal men instelt, zullen de conversaties anders zijn. De speler kan zijn tegenstanders ook proberen om te kopen door drankjes voor hen te bestellen. De tegenstander kan dan mogelijk een tip geven wat hij in zijn handen heeft.

## Platforms
| Platform      | Jaar |
| ------------- | ---- |
| PlayStation 3 | 2013 |
| Windows       | 2013 |
| Xbox 360      | 2013 |
| iPad          | 2013 |
| iPhone        | 2013 |

## Ontvangst
| Beoordeeld door        | Platform      | Datum         | Score |
| ---------------------- | ------------- | ------------- | ----- |
| Cheat Code Central     | Xbox 360      | 24 april 2013 | 84%   |
| Jeuxvideo.com          | Windows       | 16 mei 2013   | 80%   |
| IGN                    | Xbox 360      | 30 april 2013 | 75%   |
| Softpedia              | Windows       | 2 mei 2013    | 75%   |
| Official XBox Magazine | Xbox 360      | 1 mei 2013    | 70%   |
| Indie Game Reviewer    | PlayStation 3 | 4 mei 2013    | 70%   |
| Indie Game Reviewer    | Xbox 360      | 4 mei 2013    | 70%   |
| Indie Game Reviewer    | Windows       | 4 mei 2013    | 70%   |
| VicioJuegos.com        | Xbox 360      | 9 mei 2013    | 65%   |
| Game Informer Magazine | Xbox 360      | 24 april 2013 | 60%   |